# Cladoceras
Cladoceras es un género monotípico de plantas con flores perteneciente a la familia Rubiaceae. Su única especie:  Cladoceras subcapitatum, es originaria de Kenia y Tanzania.

## Taxonomía
Cladoceras subcapitatum fue descrita por (K.Schum. & K.Krause) Bremek. y publicado en Hooker's Icones Plantarum 35: , t. 3411, en el año 1940.
Sinonimia
- Chomelia subcapitata K.Schum. & K.Krause[3]